# Deutsche Volleyball-Bundesliga 1975/76 (Männer)
Die Saison 1975/76 der Volleyball-Bundesliga war die zweite Ausgabe dieses Wettbewerbs. Der Hamburger SV wurde Deutscher Meister. Frankfurt und Freiburg mussten absteigen.

## Mannschaften
In dieser Saison spielten folgende acht Mannschaften in der Bundesliga:
- SSF Bonn
- Eintracht Frankfurt
- USC Freiburg
- USC Gießen
- Hamburger SV
- VfL Lintorf
- TSV 1860 München
- USC Münster

Aufsteiger aus der 2. Bundesliga waren der VfL Lintorf (Nord) und Eintracht Frankfurt (Süd).

## Tabelle
|    | Verein        | Punkte | Sätze |
| -- | ------------- | ------ | ----- |
| 1. | Hamburg       | 26:2   | 40:8  |
| 2. | Münster       | 24:4   | 37:14 |
| 3. | München (M,P) | 20:8   | 34:18 |
| 4. | Bonn          | 18:10  | 32:19 |
| 5. | Gießen        | 12:16  | 23:29 |
| 6. | Lintorf (N)   | 6:22   | 15:37 |
| 7. | Frankfurt (N) | 4:24   | 10:38 |
| 8. | Freiburg      | 2:26   | 11:39 |

|     | Absteiger in die 2. Bundesliga   |
| (M) | Meister der Vorsaison            |
| (P) | Pokalsieger der Vorsaison        |
| (N) | Aufsteiger aus der 2. Bundesliga |